# 사마소
사마소(司馬昭, 211년 ~ 265년)는 중국 삼국시대 조위의 정치가로, 자는 자상(子上)이며 하내군 온현(溫縣) 사람이다. 사마의의 아들이자 사마사의 동생이며, 서진의 초대 황제인 사마염의 아버지이다.

## 생애
아버지 사마의와 형 사마사를 따라 제갈량의 북벌에 맞서 싸우면서 활약했고, 아버지 사마의의 뒤를 이은 형 사마사와 같이 위나라의 정권을 잡았다.
왕릉이 반란을 일으키자 사마소는 군을 이끌고 이를 격파하였다. 강유가 늘 군을 이끌고 농우를 공격했는데, 사마소가 군을 이끌고 여러 차례 막았다. 또한 강유가 강족과 연합하여 위나라를 공격하자 사마소가 군을 이끌고 강족을 격파하니, 강족의 여러 병사들은 사마소에게 투항하였다. 이 공으로 인하여 신성향후에 봉해졌다.
255년, 위나라 황제 조방이 사마사에게 폐위당하자 관구검이 문흠과 결탁하여 회남에서 반란을 하였다.
사마소는 군을 통솔하여 관구검,문흠을 격파하여 관구검은 죽고 문흠은 오나라로 도주하였다. 형 사마사가 죽자 이에 사마소가 위장군으로 승진하였다. 감로2년 제갈탄이 양주자사 악침을 죽이고 회남에서 반란을 일으켰다.
사마소는 친히 병사를 이끌고 나아가서 오나라를 먼저 격파하고 제갈탄까지 격파하는 활약을 하였다. 제갈탄은 수춘으로 도주하였고, 사마소는 수춘을 포위하였다. 문흠이 군을 이끌고 여러차례 공격하지만 사마소는 이를 격파하였다. 손침이 또 제갈탄을 도와주러 군을 이끌고 사마소를 공격했지만 사마소가 오나라의 장수 손침을 격파하였다.
사마소가 거짓으로 "오나라의 구원이 온다" 라고 수춘에 헛소문을 퍼트리게 하자 제갈탄은 방심하여 군량을 아끼지 않고 사용하여 군량이 떨어졌고, 수춘의 병사들은 사마소에게 투항했다. 제갈탄이 늘 문흠이랑 사이가 좋지 않았으므로 문흠이 늘 사마소에게 패하자, 의심 끝에 제갈탄이 문흠을 죽였다. 이에 그의 아들 문앙, 문호가 사마소에게 투항하고 사마소는 문앙에게 시켜 적들에게 항복을 권하게 하였다. 수춘에서 항복하는 병사들이 많아지자 사마소가 총공격을 하여 제갈탄을 참수하고 제갈탄의 삼족을 멸하였다.
이 공으로 사마소를 상국으로 봉했다.
사마소가 가충(賈充)을 보내 조모(曹髦)의 죽임을 벼르고 있던 차에,
더욱 큰 위협을 느낀 당시 위의 천자 조모는 사병 300명을 풀어 사마소를 죽일 계책을 펼친다.
하지만 이를 눈치챈 사마소는 조모의 계략을 무마시키고 이를 빌미로 천자를 살해했다. 그 후 조환(曹奐)을 앞세워 위의 천자로 옹립함으로써 사실상 사마소는 위의 모든 전권을 잡게 되었다고 볼 수 있다. 자신의 전권을 토대로 자신 스스로를 진왕(晋王)에 봉한다. 그 후 대륙의 통일을 위해 전쟁을 준비한다. 이때 강유(姜維)에게 의지하며, 총체적 난국에 빠져있는 촉나라가 환관 황호(黃皓)에게 놀아나고 있다는 것을 알자, 곧바로 그는 당대 위의 노장 등애(鄧艾)와 젊은 장수 종회(鍾會)에게 명해 촉을 토벌하라는 명령을 내리고, 결국 등애가 촉의 험난한 산세를 타넘어, 정면길을 택했던 종회보다 더 빠른 시간에 촉나라를 항복시키며 그가 내린 토벌령을 수행하게 된다. 이후 그는 결국 잡혀온 촉의 후주 유선(劉禪)의 마음과 인물됨을 시험하기 위해 술자리를 갖게 되는데 그를 시험키 위해 면전 앞에 두고 다음과 같은 말을 한다.
| “ | 사마소 : 당신은 촉한의 황제였고 촉한을 세운 유비(劉備)의 아들입니다. 그런데 촉이 망했는데도 불구하고 슬프지 않습니까? 유선 : 즐기느라 촉한이 생각나지 않습니다.(樂不思蜀) 사마소 : (웃으며) 다시 묻겠습니다. 정말로 촉이 그립지 않습니까? 유선 : (그제서야 장소의 간언을 들으며) 그립습니다. 선주의 무덤이 있는 서쪽만 봐도 눈물이 흐릅니다. 사마소 : (신하의 간언을 듣고 말한것을 눈치채고) 누가 이야기 해줬습니까? 유선 : 신하가 얘기해줬습니다. | ” |

이를 들은 사마소는 후주 유선을 무능하다고 생각하여 더 이상 건들지 아니하고, 그를 안락공으로 임명하며 편히 쉬게 해준다. 후에 후계자로 형에게 입양시킨 아들 사마유(司馬攸)를 자신을 이을 정권자로 지명하려고 했으나 가충의 반대로 사마염을 후계자로 지명하게 되는데, 사마염을 후계자로 지명할 땐 벌써 중풍을 맞고 쓰러져 겨우 손가락질을 할 수 있는 정도였다. 이에 사마소는 얼마 가지 못해 죽게 된다.

## 사마소의 가족관계
- 조부 : 사마방
  - 부 : 사마의(고조 선황제)
  - 모 : 장춘화(선목황후 장씨)
    - 형 : 사마사(세종 경황제)
    - 형수 : 하후휘(경회황후 하후씨)
    - 형수 : 양휘유(경헌황후 양씨)
    - 부인 : 왕원희(문명황후 왕씨)
      - 아들 : 사마염(세조 무황제)
      - 며느리 : 양염(무원황후 양씨)
      - 며느리 : 양지(무도황후 양씨)
      - 아들 : 사마유
      - 아들 : 사마조
      - 아들 : 사마정국
      - 아들 : 사마광덕
      - 딸 : 경조공주

    - 동생 : 사마간
    - 누이 : 남양공주

## 같이 보기
- 삼국지 인물 목록